# Stinstedt
Stinstedt là một đô thị ở huyện huyện Cuxhaven, trong bang Niedersachsen, nước Đức. Đô thị Stinstedt có diện tích 30,1 km².